# Fortezza di Vladivostok
La Fortezza di Vladivostok (in russo Владивостокская крепость?, Vladivostokskaja krepostʾ) è un complesso sistema di fortificazioni, costruito in epoca zarista alla fine del XIX - inizi del XX secolo a Vladivostok e nel territorio circostante.

## Storia
La costruzione della fortezza iniziò sotto il regno di Alessandro III (1881-1894), che nel 1889 ne affidò il comando all'ufficiale Pavel Fridrichovič Unterberger. La struttura militare fu costruita in previsione di un conflitto contro i giapponesi, che avvenne nel 1904-1905 con la guerra russo-giapponese. La fortezza fu poi usata durante la prima guerra mondiale (1914-1918) e dopo la Rivoluzione d'ottobre (1917).
Nel 2007-2008 la fortezza è arrivata in semifinale nella votazione delle Sette meraviglie della Russia.

## Galleria d'immagini

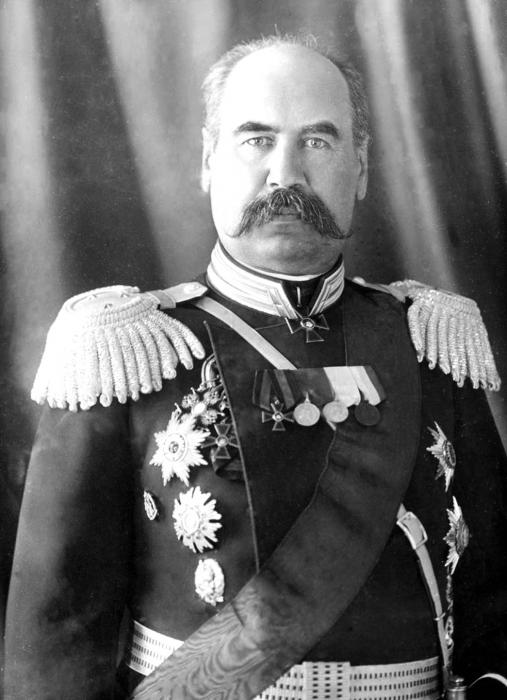
Pavel Fridrichovič Unterberger tra il 1897 e il 1905.
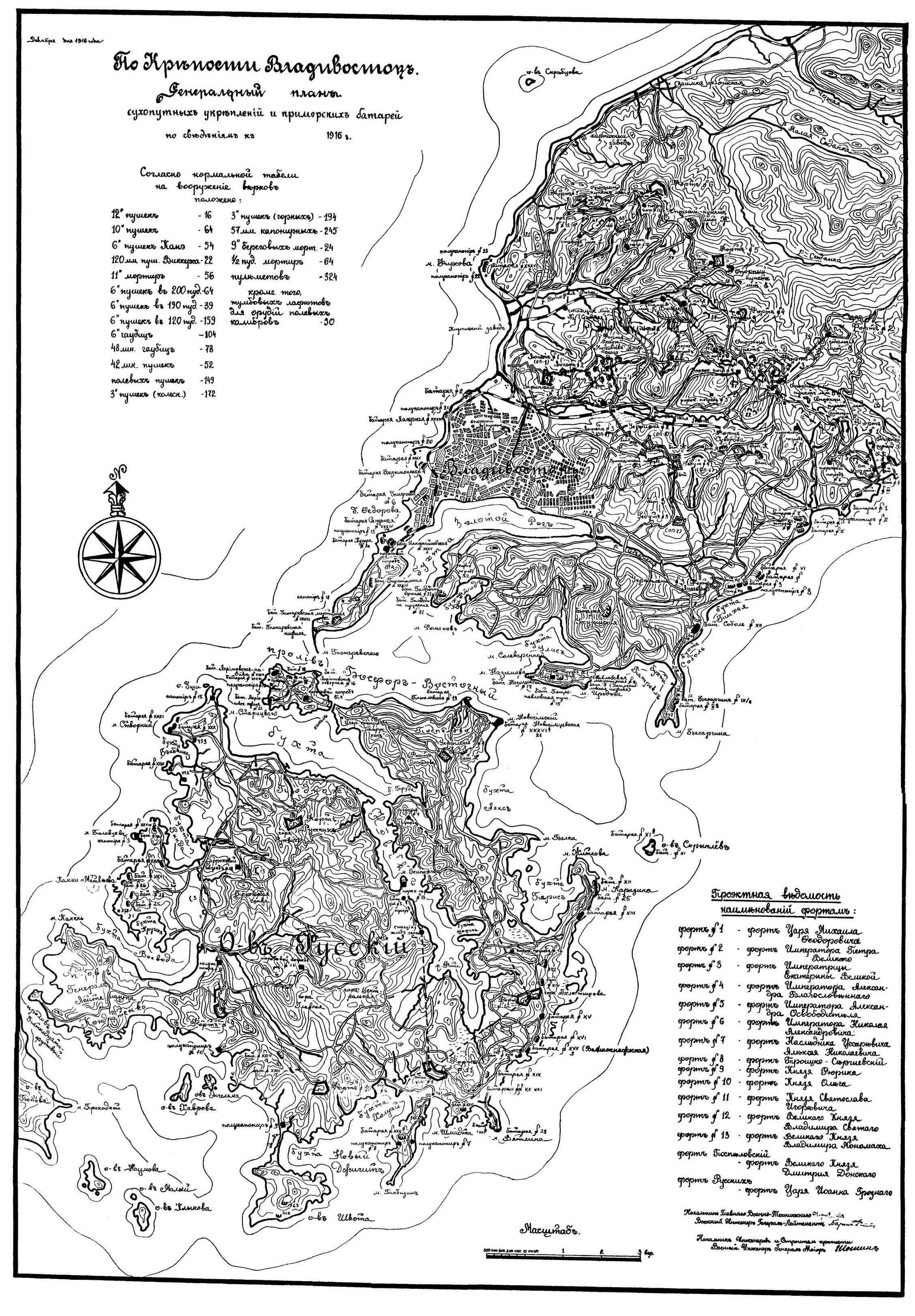
Mappa del 1916 delle fortezze di Vladivostok.
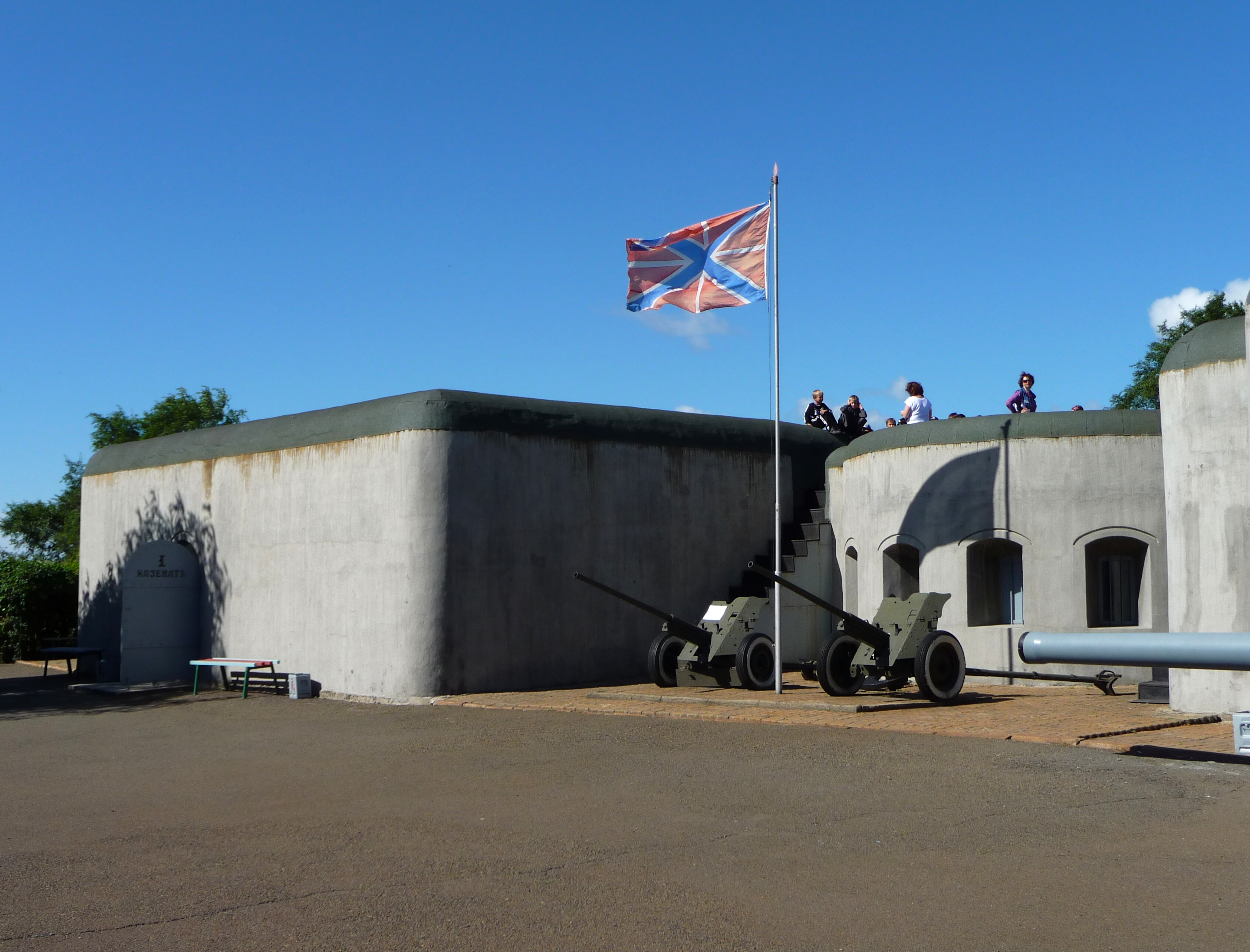
Batterie del forte.
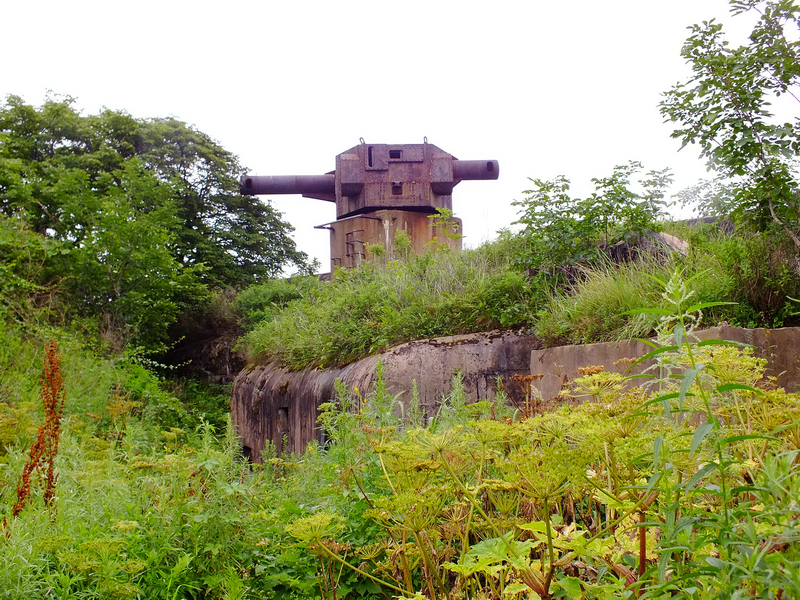
Forte n° 10.